# Clémentine Delauney
Clémentine Develay-Thieux (Parijs, 11 februari 1987), beter bekend onder haar artiestennaam Clémentine Delauney, is een Frans zangeres van de bands Visions of Atlantis en Exit Eden. In het verleden was ze ook zangeres bij de Oostenrijkse metalband Serenity en de Franse filharmonische metalband Whyzdom.

## Carrière

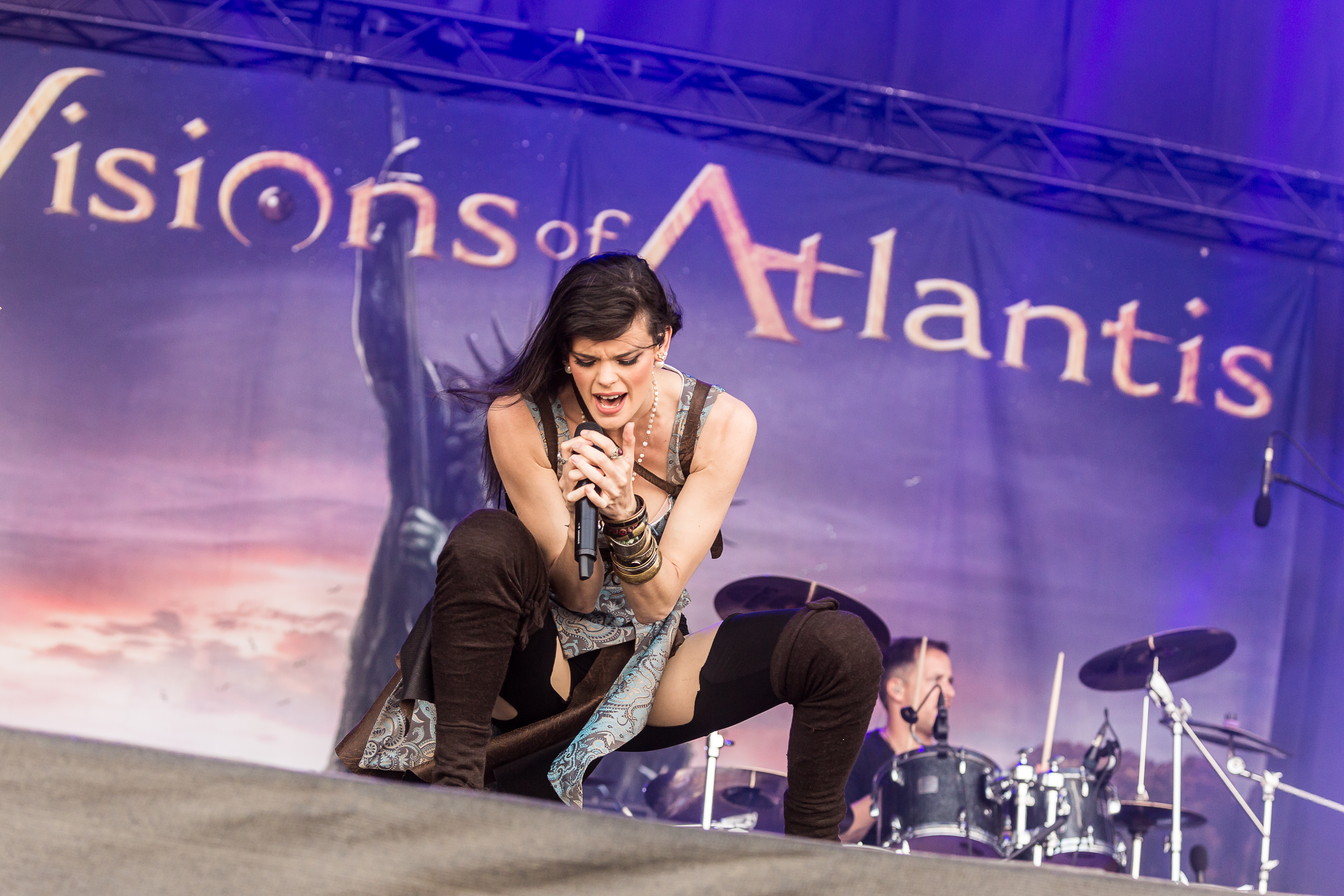
Delauney met Visions of Atlantis (2019)

Op haar zestiende werd Delauney lid van het koor van de Maîtrise de l'Opéra in Lyon. Aan het einde van 2010 werd ze leadzangeres van de band Whyzdom, maar daar stopte ze twee jaar later alweer mee, nog vóór de opnames van het tweede album. In 2011 was Delauney gastzangeres bij Serenity en ging ze met de band op tournee. In december 2013 werd ze aangesteld als vast bandlid. Na haar aanstelling volgden het album War of Ages en de videoclip Wings of Madness. Niet lang daarna liet Delauney weten Serenity te verruilen voor Visions of Atlantis, waarvan ze anno 2024 nog steeds zangeres is. Ook is ze verantwoordelijk voor de concepten van de videoclips, kostuums en songteksten van de band.
Tussen 2013 en 2016 versterkte ze de Franse metalband Melted Space op tournees en in 2015 en 2018 was ze als gastzangeres op de albums The Great Lie en Darkening Light te horen. In 2017 was Delauney betrokken bij de oprichting van de internationale supergroep Exit Eden, waarvan ze tot op heden een van de drie (oorspronkelijk vier) zangeressen is. Kort na de oprichting tekende de groep een contract bij platenlabel Napalm Records en op 4 augustus dat jaar verscheen het debuutalbum Rhapsodies in Black. Na de uitgave ging Exit Eden op tournee in Europa. Op 12 januari 2024 werd het tweede album uitgebracht, Femmes Fatales.
In 2021, tijdens de coronacrisis, zette Delauney een Patreonpagina op. Sindsdien deelt ze daar hoogtepunten en foto's en video's van achter de schermen. Ook bracht ze er haar eerste solonummer uit: The Violence Within.

## Discografie

### Met Visions of Atlantis
| Jaar | Titel                                            | Soort      |
| ---- | ------------------------------------------------ | ---------- |
| 2016 | Old Routes – New Waters                          | ep         |
| 2018 | The Deep & The Dark                              | album      |
| 2019 | Wanderers                                        | album      |
| 2019 | The Deep & the Dark Live @Symohonic Metal Nights | live-album |
| 2020 | A Symphonic Journey to Remember                  | live-album |
| 2022 | Pirates                                          | album      |
| 2023 | Pirates Over Wacken                              | live-album |
| 2024 | Pirates II – Armada                              | album      |

### Met Exit Eden
| Jaar | Met artiest(en)     | Soort |
| ---- | ------------------- | ----- |
| 2017 | Rhapsodies in Black | album |
| 2024 | Femmes Fatales      | album |

### Solomuziek
| Jaar | Titel               | Soort  |
| ---- | ------------------- | ------ |
| 2022 | The Violence Within | single |

## Privéleven
Delauney is veganiste en probeert bij het organiseren van optredens rekening te houden met de milieu-impact. Ze is woonachtig in Italië.